# Vela als Jocs Olímpics d'estiu de 2012
Als Jocs Olímpics d'Estiu de 2012 realitzats a la ciutat de Londres (Anglaterra, Regne Unit) es disputaren deu proves de vela, cinc proves masculines, quatre proves femenines i una prova mixta.
Les proves es van celebrar entre els dies 28 de juliol i 11 d'agost a la badia de Weymouth (Dorset) i l'illa de Portland.
Pel que fa a l'edició anterior la classe Finn passa a esdevenir una prova en exclusiva masculina, la classe Yngling és reemplaçada per la classe Elliott 6m i la classe Tornado ha estat eliminada del programa.

## Calendari
| PR | Preliminars | 1v1 | 1 contra 1 | K | Knock-out | F | Finals |

| Prova↓/Data →       | 29 juliol | 30 juliol | 31 juliol | 1 agost | 2 agost | 3 agost | 4 agost | 5 agost | 6 agost | 7 agost | 8 agost | 9 agost | 10 agost | 11agost |
| ------------------- | --------- | --------- | --------- | ------- | ------- | ------- | ------- | ------- | ------- | ------- | ------- | ------- | -------- | ------- |
| categoria masculina |           |           |           |         |         |         |         |         |         |         |         |         |          |         |
| Finn                | FR        | FR        | FR        |         | PR      | PR      |         | F       |         |         |         |         |          |         |
| Laser               |           | FR        | FR        | FR      |         | PR      | PR      |         | F       |         |         |         |          |         |
| Star                | FR        | FR        | FR        |         | PR      | PR      |         | F       |         |         |         |         |          |         |
| RS-X/Windsurf       |           |           | PR        | PR      | PR      |         | PR      | PR      |         | F       |         |         |          |         |
| categoria femenina  |           |           |           |         |         |         |         |         |         |         |         |         |          |         |
| 470                 |           |           |           |         |         | PR      | PR      | PR      |         | PR      | PR      |         | F        |         |
| Elliott 6m          | 1v1       | 1v1       | 1v1       | 1v1     | 1v1     | 1v1     | 1v1     |         | K       | K       | K       | K       |          | F       |
| RS-X/Windsurf       |           |           | PR        | PR      | PR      |         | PR      | PR      |         | F       |         |         |          |         |
| Laser               |           | PR        | PR        | PR      |         | PR      | PR      |         | F       |         |         |         |          |         |
| categoria mixta     |           |           |           |         |         |         |         |         |         |         |         |         |          |         |
| 49er                |           | PR        | PR        | PR      | PR      | PR      |         | PR      | PR      |         | F       |         |          |         |

## Proves

### Categoria masculina
| Proves           | Or                                     | Plata                                    | Bronze                                       |
| Windsurf detalls | Dorian Rijsselberghe (NED)             | Nick Dempsey (GBR)                       | Przemysław Miarczyński (POL)                 |
| Laser detalls    | Tom Slingsby (AUS)                     | Pavlos Kontides (CYP)                    | Rasmus Myrgren (SWE)                         |
| Finn detalls     | Ben Ainslie (GBR)                      | Jonas Høgh-Christensen (DEN)             | Jonathan Lobert (FRA)                        |
| 470 detalls      | AustràliaMathew Belcher · Malcolm Page | Regne UnitLuke Patience · Stuart Bithell | ArgentinaLucas Calabrese · Juan de la Fuente |
| Star detalls     | SuèciaFredrik Lööf · Max Salminen      | Regne UnitIain Percy · Andrew Simpson    | BrasilRobert Scheidt · Bruno Prada           |

### Categoria femenina
| Prova              | Or                                                      | Plata                                                | Bronze                                                  |
| Windsurf detalls   | Marina Alabau (ESP)                                     | Tuuli Petäjä (FIN)                                   | Zofia Klepacka (POL)                                    |
| Laser detalls      | Xu Lijia (CHN)                                          | Marit Bouwmeester (NED)                              | Evi Van Acker (BEL)                                     |
| 470 detalls        | Nova ZelandaJo Aleh · Olivia Powrie                     | Regne UnitHannah Mills · Saskia Clark                | Països BaixosLisa Westerhof · Lobke Berkhout            |
| Elliott 6m detalls | EspanyaTámara Echegoyen · Ángela Pumariega · Sofía Toro | AustràliaOlivia Price · Nina Curtis · Lucinda Whitty | FinlàndiaSilja Lehtinen · Silja Kanerva · Mikaela Wulff |

### Categoria mixta
| Prova        | Or                                       | Plata                                  | Bronze                                 |
| 49er detalls | AustràliaNathan Outteridge · Iain Jensen | Nova ZelandaPeter Burling · Blair Tuke | DinamarcaAllan Nørregaard · Peter Lang |

## Medaller

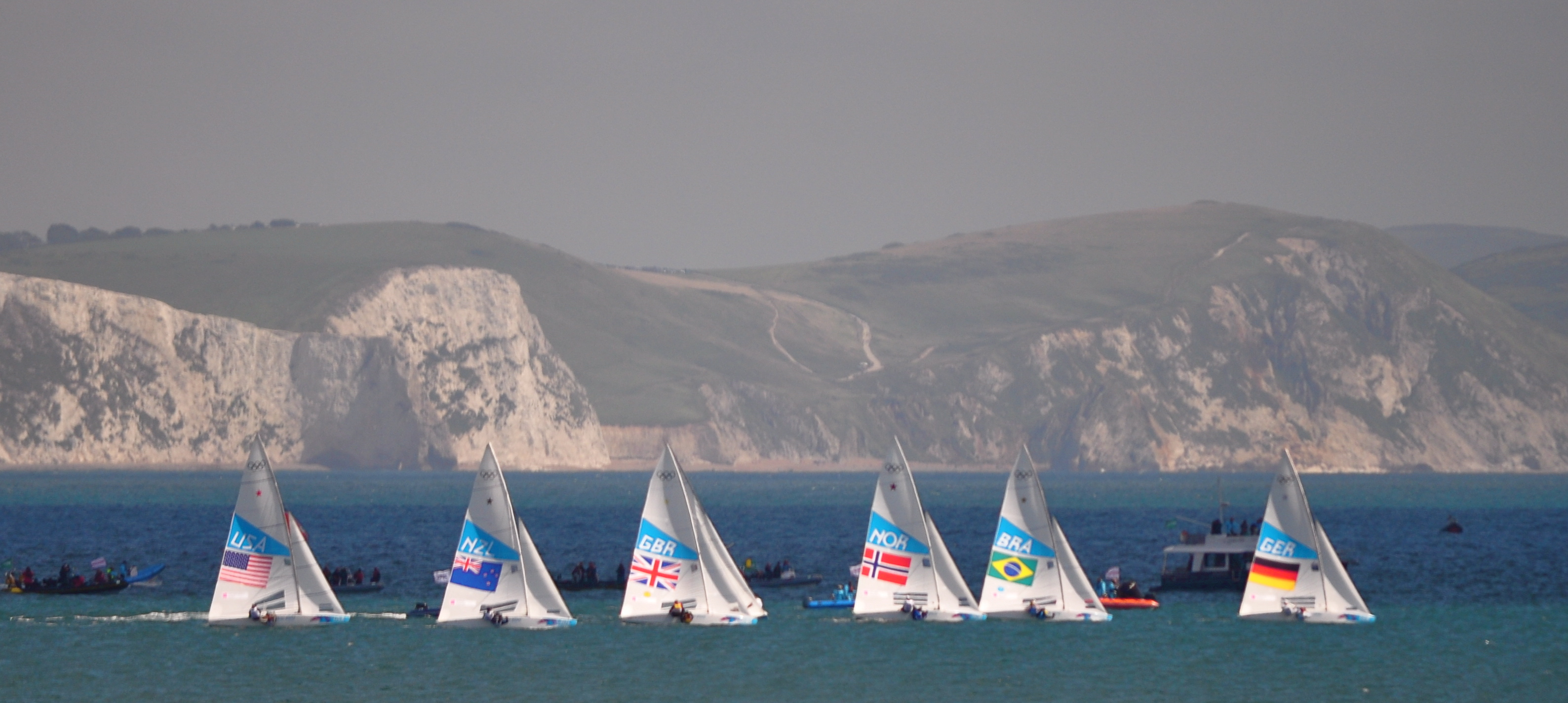
Competició.

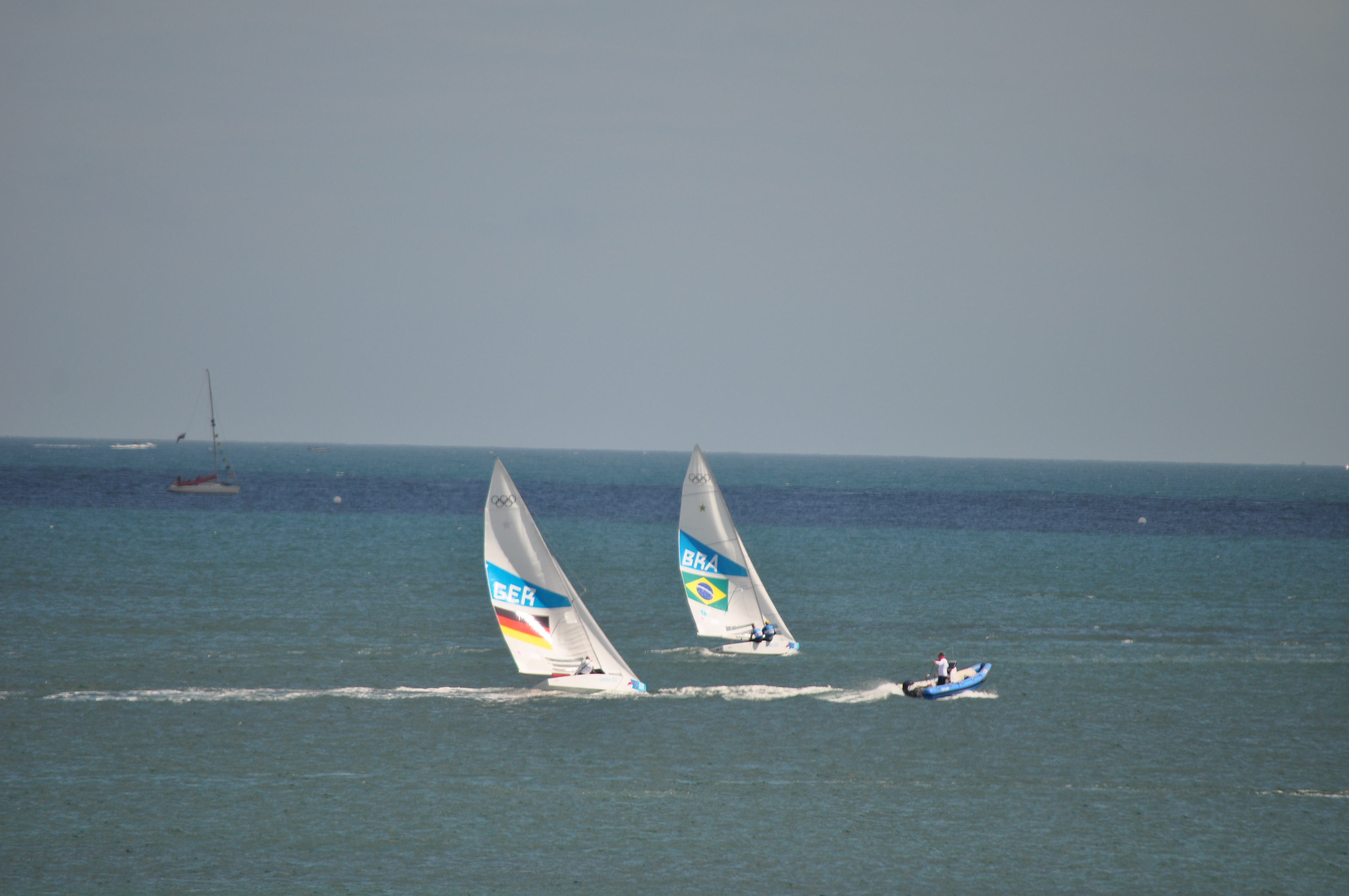
Competició olímpica d'Star.

| Posició | País            | Or | Plata | Bronze | Total |
| 1       | Austràlia       | 3  | 1     | 0      | 4     |
| 2       | Espanya         | 2  | 0     | 0      | 2     |
| 3       | Regne Unit      | 1  | 4     | 0      | 5     |
| 4       | Països Baixos   | 1  | 1     | 1      | 3     |
| 5       | Nova Zelanda    | 1  | 1     | 0      | 2     |
| 6       | Suècia          | 1  | 0     | 1      | 2     |
| 7       | R.P. de la Xina | 1  | 0     | 0      | 1     |
| 8       | Dinamarca       | 0  | 1     | 1      | 2     |
| 8       | Finlàndia       | 0  | 1     | 1      | 2     |
| 10      | Xipre           | 0  | 1     | 0      | 1     |
| 11      | Polònia         | 0  | 0     | 2      | 2     |
| 12      | Argentina       | 0  | 0     | 1      | 1     |
| 12      | Bèlgica         | 0  | 0     | 1      | 1     |
| 12      | Brasil          | 0  | 0     | 1      | 1     |
| 12      | França          | 0  | 0     | 1      | 1     |
| Total   | Total           | 10 | 10    | 10     | 30    |